# Federazione calcistica della Francia
La Fédération française de football (abbreviata in FFF) è la federazione calcistica francese. Fondata il 7 aprile 1919 con il nome di Fédération française de football association (FFFA), raggruppa tutte le squadre calcistiche di Francia e del Principato di Monaco, oltre alle selezioni nazionali francesi.
La FFF ha sede a Parigi nel quartiere Grenelle, mentre il centro tecnico nazionale Fernand-Sastre è situato a Clairefontaine-en-Yvelines. È affiliata alla FIFA e alla UEFA.

## Storia
La Fédération Française de Football vede le proprie origini tratte dal Comité français interfédéral ("CFI"), che venne fondato il 23 marzo 1907 da Charles Simon della Fédération gymnastique et sportive des patronages de France. Questo comitato riuniva in una confederazione tutte le federazioni calcistiche francesi che si occupavano di calcio ad eccezione dell'USFSA, che si unì al CFI solo a partire dal gennaio 1913.
Il CFI mise palio il Trophée de France a partire dal 1907, e dal 1917 la Coppa di Francia.
Dal 1908 il CFI divenne il rappresentante presso la FIFA della Francia, dopo il ritiro dell'USFSA.
L'attuale FFF venne fondata il 7 aprile 1919, unificando tutte le federazioni presenti su territorio francese in una sola. Ha sede a Parigi e ha come colore nazionale il blu. La Nazionale di calcio francese vanta due vittorie agli Europei datati 1984 in Francia e 2000 in Belgio e Olanda, e due vittorie nel Mondiale, disputato la prima volta in casa nel 1998, e la seconda in Russia nel 2018. La Francia ha inoltre organizzato la fase finale della Coppa Rimet nel 1938 e il 28 maggio del 2010 è stata scelta dall'UEFA per organizzare l'Europeo 2016.
La stagione della Ligue 1 (il campionato francese), la cui prima edizione si è svolta nel 1933 e ha visto trionfare il Lilla, si svolge da luglio a maggio.
I club francesi che hanno vinto più scudetti sono il Saint-Étienne e il Paris Saint-Germain (10 di cui l'ultimo nel 1981 per il Saint-Étienne, l'ultimo nel 2022 per il Paris Saint-Germain), seguito dall'Olympique Marsiglia (9 di cui l'ultimo vinto nel 2010).
Il titolo nazionale 1992-1993 non venne assegnato a causa di una vicenda di corruzione nella gara del 20 maggio tra Valenciennes e Olympique Marsiglia (Vicenda VA-OM).

## Competizioni
La Fédération française de football organizza i seguenti tornei:
Competizioni maschili
Senior
- Championnat National
- Championnat National 2
- Championnat National 3
- Coppa di Francia

Under-19
- Championnat National Under-19
- Coppa Gambardella

Under 17
- Championnat National Under-17

Competizioni femminili
- Première Ligue
- Seconde Ligue
- Division 3 Féminine
- Coppa di Francia femminile
- Trophée des Championnes

Competizioni di calcio per imprenditori
- Championnat national de football entreprise
- Coupe de France de football entreprise

Competizioni di calcio a 5
- Campionato francese di calcio a 5
- Coupe Nationale de Futsal

La FFF delega alla LFP la gestione dei seguenti tornei: Ligue 1, Ligue 2 e Coupe de la Ligue. La LFP è posta comunque sotto l'autorità della FFF.
La Coupe de France maschile è gestita da un'apposita commissione federale, controllata direttamente dal Consiglio Federale della FFF.

## Presidenti
- Jules Rimet (1919-1942)
- Henry Jevain (1942–1944)
- Jules Rimet (1944–1949)
- Emmanuel Gambardella (1949–1953)
- Pierre Pochonnet (1953–1963)
- Antoine Chiarisoli (1963–1968)
- Jacques Georges (1968–1972)
- Fernand Sastre (1972–1984)
- Jean Fournet-Fayard (1985–1993)
- Jacques Georges (1993–1994) - ad interim
- Claude Simonet (1994–2005)
- Jean-Pierre Escalettes (2005–2010)
- Fernand Duchaussoy (2010–2011)
- Noël Le Graët (2011–2023)
- Philippe Diallo (2023 – in carica)

## Loghi

Logo storico.
Logo in uso dal 2007 al 2018.
Logo secondario in uso dal 2018.